# Marinus van Dinter
Marinus van Dinter (Eindhoven, 14 oktober 1948) is een voormalig Nederlands voetballer. Hij kwam uit voor PSV en FC VVV.

## Spelerscarrière
Van Dinter kwam in het seizoen 1968/69 bij het beloftenelftal van PSV. Vanwege een blessure van Daan Schrijvers maakte hij zijn profdebuut op 4 juni 1969 in de eerste halve finale wedstrijd van de KNVB beker 1968/69 tegen Sparta die na verlenging in 1-1 eindigde waardoor een replay noodzakelijk was. Op dat moment was Van Dinter eerstejaarsstudent sociologie aan de Universiteit van Tilburg. Een jaar later werd hij als amateurspeler toegevoegd aan de selecte van het eerste elftal en geselecteerd voor het Nederlands studentenelftal. In het seizoen 1971/72 maakte hij op 30 april 1972 zijn competitiedebuut namens PSV in een thuiswedstrijd tegen Vitesse (2-1).
In 1974 studeerde Van Dinter af en de kersverse doctorandus maakte in datzelfde jaar de overstap naar FC VVV dat hem een profcontract aanbood. Onder trainer Rob Baan groeide hij daar uit tot een basisspeler die op meerdere posities inzetbaar was, doch hoofdzakelijk op het middenveld. Op 16 februari 1975 scoorde hij in de thuiswedstrijd tegen FC Vlaardingen het 1000e doelpunt van de Venlose club sinds de invoering van het betaald voetbal. In 1976 maakte Van Dinter deel uit van het elftal dat in een uitwedstrijd bij FC Wageningen promotie afdwong naar de Eredivisie. Hij zou met FC VVV nog een jaar op het hoogste niveau acteren en ging in 1977 bij amateurclub PSV/av spelen.

### Profstatistieken
| Seizoen         | Club            | Competitie      | Competitie | Competitie | Beker | Beker | Nacompetitie | Nacompetitie | Totaal | Totaal |
| Seizoen         | Club            | Competitie      | Wed.       | Dlp.       | Wed.  | Dlp.  | Wed.         | Dlp.         | Wed.   | Dlp.   |
| --------------- | --------------- | --------------- | ---------- | ---------- | ----- | ----- | ------------ | ------------ | ------ | ------ |
| 1968/69         | PSV             | Eredivisie      | 0          | 0          | 1     | 0     | —            | —            | 1      | 0      |
| 1969/70         | PSV             | Eredivisie      | 0          | 0          | 0     | 0     | —            | —            | 0      | 0      |
| 1970/71         | PSV             | Eredivisie      | 0          | 0          | 0     | 0     | —            | —            | 0      | 0      |
| 1971/72         | PSV             | Eredivisie      | 4          | 0          | 0     | 0     | —            | —            | 4      | 0      |
| 1972/73         | PSV             | Eredivisie      | 14         | 1          | 2     | 0     | —            | —            | 16     | 1      |
| 1973/74         | PSV             | Eredivisie      | 0          | 0          | 0     | 0     | —            | —            | 0      | 0      |
| 1974/75         | FC VVV          | Eerste divisie  | 33         | 5          | 2     | 0     | —            | —            | 35     | 5      |
| 1975/76         | FC VVV          | Eerste divisie  | 33         | 4          | 2     | 0     | 6            | 0            | 41     | 4      |
| 1976/77         | FC VVV          | Eredivisie      | 32         | 2          | 1     | 0     | —            | —            | 33     | 2      |
| Carrière totaal | Carrière totaal | Carrière totaal | 116        | 12         | 8     | 0     | 6            | 0            | 130    | 12     |

## Verdere loopbaan
Na drie seizoenen bij FC VVV sloot Van Dinter op 28-jarige leeftijd zijn voetballoopbaan af toen hij in 1977 een baan kreeg aangeboden als docent sociologie aan de Hogeschool Brabant, de voorloper van Avans Hogeschool.